# 联合广场 (华盛顿哥伦比亚特区)

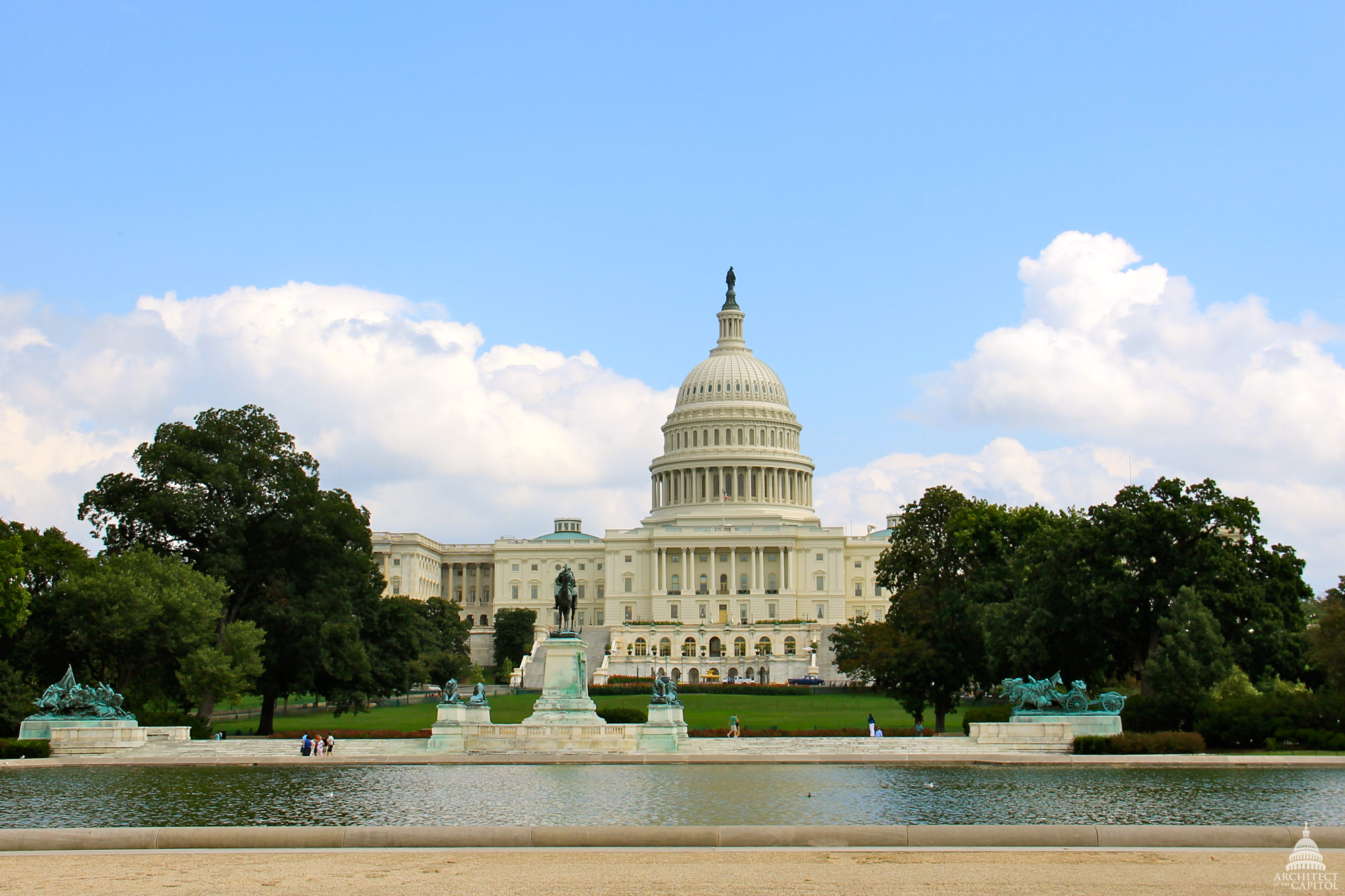

联合广场（Union Square）是美国华盛顿哥伦比亚特区国会山山下一个占地11英亩的广场。包括尤利西斯·格兰特纪念碑（1924年）和美国国会大厦以西占地6英亩的国会倒影池（1971年）。
395号州际公路经过联合广场下面的3街隧道。乔治·戈登·米德纪念碑（1927年）曾经位于联合广场的西北段；该纪念馆现在位于西北区宪法大道和宾夕法尼亚大道交叉口附近。 

## 历史
联合广场所在区域原本是美国国会大厦建筑群的一部分，20世纪30年代起由美国国家公园管理局管理。